# Vivitar
Vivitar est un fabricant et distributeur de matériel optique et d'appareils photographiques basé à Oxnard (Californie).

## Histoire de la société
La société a été fondée en 1938 sous le nom de Ponder and Best par Max Ponder et John Best. Max Ponder dirige le département des ventes, tandis que John Best s'occupe des opérations de l'entreprise. Ponder and Best a d'abord importé du matériel photo fabriqué en Allemagne. Après la Seconde Guerre mondiale, le partenariat a commencé à importer des appareils et du matériel photographique du Japon. Ils ont joué un rôle déterminant dans l'introduction de nombreuses marques sur le marché américain, notamment les appareils photo 35 mm Mamiya/Sekor, les équipements 35 mm OM-System, les caméras 8 mm Kobena, les adaptateurs grand angle/téléobjectif Sankyo/Komura et une gamme complète d'équipements de chambre noire importés de nombreux fabricants du Japon et, plus tard, de Taïwan. Ils étaient également le seul distributeur américain des produits Olympus à cette époque. Ponder et Best ont été les premiers à accepter les objectifs à monture interchangeable, permettant aux clients d'utiliser le même objectif sur les boîtiers d'appareils photo de différents fabricants.
Au début des années 1960, les partenaires ont créé la marque « Vivitar » pour concurrencer les principaux fabricants d'objectifs. L'entreprise a fait appel à des concepteurs d'objectifs expérimentés et à des fabricants japonais d'objectifs optiques réputés, tels que Kino Precision, pour la conception de ses objectifs. En positionnant soigneusement leur gamme de produits limitée auprès des principaux détaillants en photographie, ils ont rapidement acquis la réputation de proposer des lentilles de bonne qualité à des prix modestes. Les détaillants ont constaté qu'ils pouvaient réaliser de bonnes marges tout en offrant un bon rapport qualité-prix. Au fur et à mesure que leur réputation grandissait, de nombreux fabricants d'objectifs sous contrat les ont sollicités pour distribuer leurs produits sous la marque Vivitar. Dans les années 1970, Vivitar a lancé les objectifs de la série 1. Ces objectifs conçus par ordinateur étaient proposés à des prix relativement bas et prétendaient surpasser les optiques des fabricants d'appareils photo de l'époque.
Après le succès de sa gamme d'objectifs de rechange, Vivitar a ensuite introduit sa propre gamme d'appareils photo 35 mm fabriqués par des sociétés japonaises telles que Cosina. Il s'agit notamment du Vivitar SLR fabriqué par Cosina et de la série d'appareils photo télémétriques Vivitar 35ES/EE.
Vivitar a également proposé un nouveau type de flash semi-professionnel de National/Panasonic appelé Vivitar 260. Le flash a été acclamé pour son design innovant, mais critiqué pour son utilisation de piles de 9 volts coûteuses. Conscient du problème, Max Ponder s'est rendu au Japon pour rencontrer le fabricant et proposer des améliorations sur la base des commentaires reçus des clients. Le flash amélioré a été lancé en 1970 sous le nom de Vivitar 283, qui est rapidement devenu le flash numéro un des professionnels et des amateurs, dépassant tous ses concurrents combinés et se vendant à 3 000 000 d'unités en 1973. En production depuis plus de 30 ans, il a été remis en production à deux reprises pour répondre à la demande des clients après avoir été abandonné. Il existait également le modèle 285, doté d'une tête de zoom permettant de couvrir différentes longueurs focales et d'un réglage de puissance variable intégré. Les anciens flashes Vivitar fabriqués au Japon ont une tension de déclenchement de 250 V, qui peut endommager les circuits de certains appareils photo numériques. Les flashes plus récents fabriqués en Chine et en Corée sont des appareils à basse tension produisant de 5 à 12 volts. Les 283 et 285 sont dotés d'un capteur amovible ; un cordon de capteur à distance (en option) permet de déclencher le flash automatique hors de l'appareil photo.

### Après Ponder et Best
Après le décès de Max Ponder et de John Best, la propriété de l'entreprise a été transférée à divers propriétaires. Des appareils photo numériques compacts ont été lancés, mais n'ont pas rencontré le succès escompté. En novembre 2006, la société a été rachetée par la société publique Syntax-Brillian Corporation pour 26 millions de dollars US en actions et a été exploitée en tant que filiale à 100 %. Le 21 août 2008, après avoir déposé son bilan, la société mère Syntax-Brillian a conclu la vente du nom de la marque Vivitar et de la propriété intellectuelle au fabricant privé d'électronique grand public Sakar International, basé à Edison, dans le New Jersey. Sakar n'a pas acheté l'équipement, les installations ou les comptes clients de Vivitar. Les conditions de la transaction n'ont pas été divulguées.

### Activités actuelles de Vivitar
En août 2008, Sakar a annoncé son intention de positionner Vivitar en tant que marque pour ses appareils photo numériques de grande distribution actuels dans la gamme de prix moyenne de 70 à 300 dollars, ainsi que pour certains accessoires pour appareils photo. De nouveaux produits de la marque Vivitar, tels que des cadres photo numériques, sont également prévus, ainsi que d'éventuelles opportunités de licence,. En janvier 2009, Sakar a lancé trois nouveaux appareils photo de la marque Vivitar ainsi qu'une série d'objectifs SLR numériques. Ces produits sont les premiers articles de marque Vivitar de Sakar depuis l'acquisition de la marque. Outre d'autres produits électroniques, en 2013, Sakar a annoncé puis expédié la XO Tablet à 150 $, une tablette Android de 7 pouces conçue pour les enfants et dotée d'une interface bilingue anglais/espagnol,.

## Quelques modèles
- ViviCam 55